# 哲多郡
- 令制国一覧 > 山陽道 > 備中国 > 哲多郡
- 日本 > 中国地方 > 岡山県 > 哲多郡

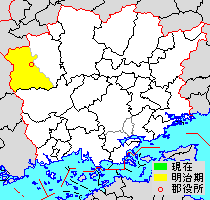
岡山県哲多郡の位置

哲多郡（てつたぐん）は、岡山県（備中国）にあった郡。

## 郡域
1878年（明治11年）に行政区画として発足した当時の郡域は、新見市の一部（千屋実以北を除く高梁川以西）にあたる。

## 歴史
旧新見市の高梁川以東の地域は、かつては哲多郡に属していたのだが、後に阿賀郡に割譲・編入された。哲多は「てつた」・「てった」・「てた」などと呼ばれていた。明治の郡区町村編制法施行時に「てつた」に正式な呼称が定められた。ただし、後年に合併によって生まれた旧・阿哲郡哲多町は「てった」と読むのが正式名称。

### 近世以降の沿革
- 「旧高旧領取調帳」に記載されている明治初年時点での支配は以下の通り。●は村内に寺社領が存在。（34村）

| 知行   | 知行       | 村数 | 村名 |
| ------ | ---------- | ---- | --- |
| 幕府領 | 倉敷代官所 | 11村 | 下大野部村、大竹村、蚊家村、小組、大組、老栄村、成松村、田淵村、大野村、花木村、●井村                                                                  |
| 藩領   | 備中松山藩 | 17村 | 矢戸村、●大野部村、八鳥村、畑木村、矢田東村、矢田西村、上神代村、油野村、●下神代村、宮河内村、下成松村、則安村、金谷村、石蟹村、長屋村、荻尾村、法曽村 |
| 藩領   | 備中新見藩 | 6村  | 上組、下組、坂本村、千屋村、釜村、高瀬村 |

- 慶応4年5月16日（1868年7月5日） - 幕府領が倉敷県の管轄となる。
- 明治元年12月7日（1869年1月19日） - 松山藩が戊辰戦争後の処分により減封。郡内の領地が倉敷県の管轄となる。
- 明治4年
  - 7月14日（1871年8月29日） - 廃藩置県により、藩領が新見県の管轄となる。
  - 11月15日（1871年12月26日） - 第1次府県統合により、全域が深津県の管轄となる。
- 明治5年6月5日（1872年7月10日） - 小田県の管轄となる。
- 明治7年（1874年）（31村）
  - 小組・大組が合併して井倉村となる。
  - 矢田東村・矢田西村が合併して矢田村となる。
  - 上組・下組が合併して西方村となる。
- 明治8年（1875年）
  - 12月20日 - 第2次府県統合により岡山県の管轄となる。
  - 下大野部村が大野部村に合併。（30村）
- 明治11年（1878年）9月29日 - 郡区町村編制法の岡山県での施行により、行政区画としての哲多郡が発足。郡役所が井村に設置。
- 明治14年（1881年） - 下成松村が成松村に合併。（29村）
- 明治22年（1889年）6月1日 - 町村制の施行により、以下の各村が発足。全域が現・新見市。（9村）
  - 上市村 ← 井村、坂本村、西方村、金谷村
  - 新郷村 ← 千屋村、釜村、高瀬村
  - 神代村 ← 下神代村、油野村
  - 矢神村 ← 上神代村、矢田村
  - 野馳村 ← 大野部村、八鳥村、畑木村、大竹村
  - 新砥村 ← 蚊家村、大野村、田淵村
  - 万歳村 ← 老栄村、荻尾村、矢戸村
  - 本郷村 ← 則安村、宮河内村、花木村、成松村
  - 石蟹郷村 ← 井倉村、法曽村、長屋村、石蟹村
- 明治27年（1894年）3月29日 - 哲多郡役所を新見村に移転し、阿賀・哲多郡役所とする[5]。
- 明治33年（1900年）4月1日 - 郡制の施行により、哲多郡および阿賀郡の一部の区域をもって阿哲郡が発足。同日哲多郡廃止。

## 行政
歴代郡長
| 代         | 氏名     | 就任年月日                | 退任年月日                | 備考                                      |
| ---------- | -------- | ------------------------- | ------------------------- | ----------------------------------------- |
| 1          | 高木正美 | 明治11年（1878年）9月20日 | 明治27年（1894年）3月31日 | 明治25年（1892年）7月16日から阿賀郡長兼任 |
| 参考文献 - |          |                           |                           |                                           |

| 代         | 氏名     | 就任年月日                | 退任年月日                | 備考                                 |
| ---------- | -------- | ------------------------- | ------------------------- | ------------------------------------ |
| 1          | 高木正美 | 明治27年（1894年）4月1日  | 明治31年（1898年）7月23日 |                                      |
| 2          | 大野好蔭 | 明治31年（1898年）7月23日 | 明治33年（1900年）3月31日 | 阿賀郡の一部との合併により哲多郡廃止 |
| 参考文献 - |          |                           |                           |                                      |